# Hopkins Observatory
Das Hopkins Observatory (deutsch Hopkins-Observatorium) ist ein astronomisches Observatorium, das dem Williams College in Williamstown, Massachusetts (USA) gehört und von diesem betrieben wird. Erbaut wurde es 1838 von Albert Hopkins. Das College behauptet, dass es das älteste Observatorium in den Vereinigten Staaten ist.
Das Observatorium stammt aus dem Jahr 1834, als Prof. Albert Hopkins nach England reiste, um astronomische Ausrüstung zu organisieren. Seine Schüler bauten das Observatorium 1836–1838 in der Mitte des Innenhofs. Es wurde 1908 einmal verlegt und 1961 wieder an seinen heutigen Standort verlegt, wo es heute als Planetarium dient. Das heutige Gebäude enthält noch den ursprünglichen Transit, Regler mit quecksilberkompensiertem Pendel und Regel.
1852 baute die Firma Alvan Clark (Cambridge, Massachusetts) ein 7-Zoll-Refraktor, der anlässlich des hundertjährigen Bestehens des Observatoriums restauriert wurde. 1963 wurde das Planetarium installiert und in Erinnerung an Willis Milham, Professor für Astronomie 1901–1942, benannt. Die Nebenräume des Observatoriums wurden zum Mehlin Museum of Astronomy in Erinnerung an Theodore Mehlin, Professor für Astronomie 1942–1971.